# I Wish U Heaven
Singles de Prince
Glam Slam
(1988) Batdance
(1989)
I Wish U Heaven est une chanson de Prince, parue sur l'album Lovesexy en 1988. Sur le single 12", la chanson est divisée en trois parties qui dure plus de dix minutes. La première partie du mix commence par une version allégée de la chanson de l'album Lovesexy, remixée avec un rythme de dance. La programmation originale rythmique de la batterie et des riffs de guitare électrique sont supprimés pour une grande partie de la chanson.
La seconde partie est une interprétation gospel avec de nouvelles paroles, toujours sur le thème spirituel. Cette partie de la chanson a souvent été jouée en concert lors de la tournée mondiale Lovesexy. Le début de paraphrases des paroles de Housequake, du précèdent album Sign o' the Times. Prince cite également le film Scarface avec la réplique «Say hello to my little friend…» et introduit ensuite Blue Angel, une nouvelle version de sa guitare personnalisée White Cloud qu'on peut apercevoir dans le film Purple Rain. Sheila E. pousse un cri, et sa voix peut être entendue dans cette partie.
La troisième et dernière partie est basée sur un titre inédit dénommé Take This Beat et s'écarte un peu du thème original. Dans cette partie, Prince utilise Jamie Starr, l'un de ses nombreux pseudonymes, personnage qui se vente avec humour le fait qu'il est génial, doué pour la musique et a beaucoup de chansons qui sont "si belles". La chanson se termine par une répétition en boucle du titre.
La Face-B, Scarlet Pussy, est créditée à l'alter ego féminin, Camille. La chanson est très sexuelle, utilisant des métaphores de chats et de chiens pour les organes sexuels, un thème de Prince précédemment utilisé pour la Face-B La, La, La, He, He, Hee. Prince utilise sa voix accélérée de "Camille", ainsi qu'un chant ralenti, similaire à Bob George de l'album Black Album. La chanson comporte un solo de saxophone d'Eric Leeds.

## Charts
| Pays             | Chart                 | Position | Réf   |
| ---------------- | --------------------- | -------- | ----- |
| États-Unis       | Hot R&B/Hip-Hop Songs | 18       | [ 1 ] |
| Royaume-Uni      | UK Singles Chart      | 24       | [ 2 ] |
| Pays-Bas         | MegaCharts            | 20       | [ 3 ] |
| Nouvelle-Zélande | Rianz                 | 24       | [ 4 ] |